# Dakar-rally 2018
De Dakar-rally 2018 was de veertigste editie van de Dakar-rally, en de tiende in Zuid-Amerika. Deze editie werden de landen Peru, Bolivia en Argentinië aangedaan. De rally startte in de Peruaanse hoofdstad Lima, had een rustdag in La Paz en finishte in Córdoba.

## Etappes
| Etappe | Datum      | Van                  | Naar                 |
| ------ | ---------- | -------------------- | -------------------- |
| 1      | 6 januari  | Lima                 | Pisco                |
| 2      | 7 januari  | Pisco                | Pisco                |
| 3      | 8 januari  | Pisco                | San Juan de Marcona  |
| 4      | 9 januari  | San Juan de Marcona  | San Juan de Marcona  |
| 5      | 10 januari | San Juan de Marcona  | Arequipa             |
| 6      | 11 januari | Arequipa             | La Paz               |
|        | 12 januari | Rustdag in La Paz    | Rustdag in La Paz    |
| 7      | 13 januari | La Paz               | Uyuni                |
| 8      | 14 januari | Uyuni                | Tupiza               |
| 9      | 15 januari | Tupiza               | Salta                |
| 10     | 16 januari | Salta                | Belén                |
| 11     | 17 januari | Belén                | Fiambalá / Chilecito |
| 12     | 18 januari | Fiambalá / Chilecito | San Juan             |
| 13     | 19 januari | San Juan             | Córdoba              |
| 14     | 20 januari | Córdoba              | Córdoba              |

## Aantal deelnemers
Onderstaande tabel laat zien hoeveel deelnemers er aan de start stonden, hoeveel er op de rustdag nog over waren, en hoeveel uiteindelijk de eindstreep haalden.
| Moment  | Motoren  | Quads    | Auto's   | UTV's   | Trucks   | Totaal    |
| ------- | -------- | -------- | -------- | ------- | -------- | --------- |
| Start   | 139      | 49       | 92       | 11      | 44       | 335       |
| Rustdag | 110      | 41       | 62       | 10      | 23       | 246       |
| Einde   | 85 (61%) | 32 (65%) | 43 (47%) | 6 (54%) | 19 (43%) | 185 (55%) |

## Uitslagen

### Etappewinnaars
| Etappe | Motoren                                             | Quads                                               | Auto's                                              | UTV's                                               | Trucks                                              |
| ------ | --------------------------------------------------- | --------------------------------------------------- | --------------------------------------------------- | --------------------------------------------------- | --------------------------------------------------- |
| 1      | Sam Sunderland KTM                                  | Ignacio Casale Yamaha                               | Nasser Al-Attiyah Toyota                            | Anibal Aliaga Polaris                               | Ales Loprais Tatra                                  |
| 2      | Joan Barreda Bort Honda                             | Ignacio Casale Yamaha                               | Cyril Depres Peugeot                                | Reinaldo Varela Can-Am                              | Eduard Nikolaev Kamaz                               |
| 3      | Sam Sunderland KTM                                  | Ignacio Casale Yamaha                               | Nasser Al-Attiyah Toyota                            | Juan Carlos Uribe Ramos Can-Am                      | Federico Villagra Iveco                             |
| 4      | Adrien Van Beveren Yamaha                           | Sergey Karyakin Yamaha                              | Sébastien Loeb Peugeot                              | Patrice Garrouste Polaris                           | Eduard Nikolaev Kamaz                               |
| 5      | Joan Barreda Bort Honda                             | Nicolas Cavligiasso Yamaha                          | Stéphane Peterhansel Peugeot                        | Reinaldo Varela Can-Am                              | Airat Mardeev Kamaz                                 |
| 6      | Antoine Meo KTM                                     | Jeremias Gonzalez Ferioli Yamaha                    | Carlos Sainz Peugeot                                | Patrice Garrouste Polaris                           | Federico Villagra Iveco                             |
| 7      | Joan Barreda Bort Honda                             | Axel Dutrie Yamaha                                  | Carlos Sainz Peugeot                                | Reinaldo Varela Can-Am                              | Ton van Genugten Iveco                              |
| 8      | Antoine Meo KTM                                     | Simon Vitse Yamaha                                  | Stéphane Peterhansel Peugeot                        | Reinaldo Varela Can-Am                              | Dmitri Sotnikov Kamaz                               |
| 9      | afgelast in verband met slechte weersomstandigheden | afgelast in verband met slechte weersomstandigheden | afgelast in verband met slechte weersomstandigheden | afgelast in verband met slechte weersomstandigheden | afgelast in verband met slechte weersomstandigheden |
| 10     | Matthias Walkner KTM                                | Nicolas Cavligiasso Yamaha                          | Stéphane Peterhansel Peugeot                        | Patrice Garrouste Polaris                           | Ton van Genugten Iveco                              |
| 11     | Toby Price KTM                                      | Nicolas Cavligiasso Yamaha                          | Bernhard ten Brinke Toyota                          | Patrice Garrouste Polaris                           | Siarhei Viazovich MAZ                               |
| 12     | afgelast in verband met slechte weersomstandigheden | afgelast in verband met slechte weersomstandigheden | Nasser Al-Attiyah Toyota                            | Reinaldo Varela Can-Am                              | Ton van Genugten Iveco                              |
| 13     | Toby Price KTM                                      | Jeremias Gonzalez Ferioli Yamaha                    | Nasser Al-Attiyah Toyota                            | Patrice Garrouste Polaris                           | Eduard Nikolaev Kamaz                               |
| 14     | Kevin Benavides Honda                               | Ignacio Casale Yamaha                               | Giniel de Viliers Toyota                            | Leo Larrauri Can Am                                 | Ton van Genugten Iveco                              |

### Klassementsleiders na elke etappe
| Etappe | Motoren                   | Quads                 | Auto's                       | UTV's                          | Trucks                  |
| ------ | ------------------------- | --------------------- | ---------------------------- | ------------------------------ | ----------------------- |
| 1      | Sam Sunderland KTM        | Ignacio Casale Yamaha | Nasser Al-Attiyah Toyota     | Anibal Aliaga Polaris          | Ales Loprais Tatra      |
| 2      | Joan Barreda Bort Honda   | Ignacio Casale Yamaha | Cyril Depres Peugeot         | Juan Carlos Uribe Ramos Can-Am | Eduard Nikolaev Kamaz   |
| 3      | Sam Sunderland KTM        | Ignacio Casale Yamaha | Stéphane Peterhansel Peugeot | Juan Carlos Uribe Ramos Can-Am | Eduard Nikolaev Kamaz   |
| 4      | Adrien Van Beveren Yamaha | Ignacio Casale Yamaha | Nasser Al-Attiyah Toyota     | Patrice Garrouste Polaris      | Eduard Nikolaev Kamaz   |
| 5      | Adrien Van Beveren Yamaha | Ignacio Casale Yamaha | Stéphane Peterhansel Peugeot | Reinaldo Varela Can-Am         | Eduard Nikolaev Kamaz   |
| 6      | Kevin Benavides Honda     | Ignacio Casale Yamaha | Stéphane Peterhansel Peugeot | Reinaldo Varela Can-Am         | Eduard Nikolaev Kamaz   |
| 7      | Adrien Van Beveren Yamaha | Ignacio Casale Yamaha | Carlos Sainz Peugeot         | Reinaldo Varela Can-Am         | Eduard Nikolaev Kamaz   |
| 8      | Adrien Van Beveren Yamaha | Ignacio Casale Yamaha | Carlos Sainz Peugeot         | Reinaldo Varela Can-Am         | Eduard Nikolaev Kamaz   |
| 9      | Adrien Van Beveren Yamaha | Ignacio Casale Yamaha | Carlos Sainz Peugeot         | Reinaldo Varela Can-Am         | Eduard Nikolaev Kamaz   |
| 10     | Matthias Walkner KTM      | Ignacio Casale Yamaha | Carlos Sainz Peugeot         | Reinaldo Varela Can-Am         | Eduard Nikolaev Kamaz   |
| 11     | Matthias Walkner KTM      | Ignacio Casale Yamaha | Carlos Sainz Peugeot         | Reinaldo Varela Can-Am         | Federico Villagra Iveco |
| 12     | Matthias Walkner KTM      | Ignacio Casale Yamaha | Carlos Sainz Peugeot         | Reinaldo Varela Can-Am         | Eduard Nikolaev Kamaz   |
| 13     | Matthias Walkner KTM      | Ignacio Casale Yamaha | Carlos Sainz Peugeot         | Reinaldo Varela Can-Am         | Eduard Nikolaev Kamaz   |
| 14     | Matthias Walkner KTM      | Ignacio Casale Yamaha | Carlos Sainz Peugeot         | Reinaldo Varela Can-Am         | Eduard Nikolaev Kamaz   |

### Eindklassement
| Uitslag | Motoren                             | Quads                                        | Auto's                                   | UTV's                                     | Trucks                             |
| ------- | ----------------------------------- | -------------------------------------------- | ---------------------------------------- | ----------------------------------------- | ---------------------------------- |
| 1       | Matthias Walkner (KTM) 43u6'01"     | Ignacio Casale (Yamaha) 53u47'04"            | Carlos Sainz (Peugeot) 49u16'18"         | Reinaldo Varela (Can-Am) 72u44'06"        | Eduard Nikolaev (Kamaz) 54u57'37"  |
| 2       | Kevin Benavides (Honda) +16'53"     | Nicolas Cavligiasso (Yamaha) +1u38'52"       | Nasser Al-Attiyah (Toyota) +43'40"       | Patrice Garrouste (Polaris) +57'37"       | Siarhei Viazovich (MAZ) +3u57'17"  |
| 3       | Toby Price (KTM) +23'01"            | Jeremias Gonzalez Ferioli (Yamaha) +2u08'14" | Giniel de Viliers (Toyota) +1u16'41"     | Claude Fournier (Polaris) +10u09'25"      | Airat Mardeev (Kamaz) +5u22'34"    |
| 4       | Antoine Meo (KTM) +47'28"           | Marcelo Medeiros (Yamaha) +4u30'00"          | Stéphane Peterhansel (Peugeot) +1u25'29" | Jose Luis Pena Campo (Polaris) +10u13'20" | Artur Ardavichus (Iveco) +6u38'22" |
| 5       | Gerard Farres Guell (KTM) +1u01'04" | Alexis Hernandez (Yamaha) +4u38'53"          | Jakub Przygonski (Mini) +2u45'24"        | Camelia Liparoti (Yamaha) +27u54'15"      | Martin Macik (LIAZ) +07u58'45"     |